# Parque nacional Egmont
El Parque Nacional Egmont está situado al Sur de Nueva Plymouth, cerca de la costa oeste de la Isla Norte de Nueva Zelanda. Tiene este nombre por la montaña que domina sus alrededores, que a su vez fue nombrada por el Capitán Cook en honor a John Perceval, 2º Conde de Egmont, el Primer Lord del Almirantazgo que organizó el primer viaje de Cook. El nombre maorí de esta montaña ha sido Taranaki durante muchos siglos, y actualmente se la conoce de manera oficial como "Monte Taranaki o Monte Egmont". 
El parque, establecido en 1900, está dominado por el volcán inactivo del Monte Taranaki. El parque recibe una masiva precipitación anual que es esencialmente de origen orográfico, ya que los vientos húmedos del oeste que se mueven hacia el interior desde el Mar de Tasmania golpean el Monte Taranaki y las sierras adyacentes de Pouakai y Kaitake y por eso están forzadas a crecer. Como el área tiene una alta pluviosidad anual y un clima costero suave hay una exuberante selva cubriendo la falda de la montaña -esta selva es importante a escala nacional por la ausencia total de hayas (género Nothofagus)-. 
Además, está presente un rico bosque de Metrosideros robusta, Dacrydium cupressinum y Magnoliophyta, aunque el ecosistema entero del parque muestra distintos patrones de zonas vegetales -las 2 dos anteriores grandes especies de árboles son comunes a menor altitud mientras que la especie Pterophylla racemosa tiende a dominar los bosques poco desarrollados de mayor altitud-. El carácter de las comunidades de plantas continúa cambiando cuando aumenta la altitud, arbustales subalpinos y alpinos a mayores elevaciones, que contrastan totalmente con las circundantes tierras de pasto. Notable entre las características geográficas del parque está su claro patrón de drenaje radial, que se puede distinguir aproximadamente en la foto de la derecha.